# Голиков, Сергей Александрович
Серге́й Алекса́ндрович Го́ликов (род. 22 августа 1982 года) — российский  хоккеист.

## Биография
Воспитанник московской СДЮШОР «Димамо» (1999 год). В том же году начал выступать в составе пермского «Молота-Прикамье-2», с 2000 года вошёл в состав клуба Суперлиги «Молот-Прикамье» (в 2 сезонах сыграл в 84 матчах, забив 8 шайб и 8 раз выступив ассистентом голов).
В сезоне 2002/2003 вернулся в Москву, где играл во вторых составах «Динамо» и «Крыльев Советов», выступавших в первой лиге. В следующем сезоне завершил игровую карьеру в кирово-чепецкой «Олимпии».